# HMS Arabis (1940)
HMS Arabis (K73) was een korvet uit de Flowerklasse van de Royal Navy. In 1942 werd het schip in het kader van de Leen- en Pachtwet aan de United States Navy in bruikleen gegeven, waar het de naam USS Saucy kreeg. In 1945 keerde het schip terug naar het Verenigd Koninkrijk, waar het onder de nieuwe naam HMS Snapdragon (K73) door de Royal Navy in gebruik werd genomen.

## Bouw
Het schip werd op 19 september 1939 besteld door de Britse marine. Op 30 oktober 1939 werd begonnen met de bouw op de scheepswerf van Harland and Wolff in Belfast, Noord-Ierland. De tewaterlating was op 14 februari 1940 en op 5 april van datzelfde jaar werd het schip in dienst gesteld. HMS Arabis werd aangedreven door een quadriple-expansiestoommachine met enkele aandrijfas en scheepsschroef. De zuigerstoommachine had een motorvermogen van 2.750 paardenkrachten, waarmee het korvet een snelheid van 16½ knopen haalde.

## Royal Navy
De Arabis was actief in de Slag om de Atlantische Oceaan als escorteschip voor de Atlantische konvooien. Als hoofdbewapening had het schip een 102 mm achterlader-kanon dat was bedoeld om op onderzeeërs te schieten. Daarnaast had het schip twee dieptebomrails met 40 dieptebommen. De verdere bewapening bestond uit een 76 mm kanon dat ook als luchtafweergeschut dienst kon doen en twee 20 mm mitrailleurs. In Britse dienst begeleidde het korvet 47 Atlantische konvooien en 11 konvooien naar Gibraltar.

## US Navy
Op 30 april 1942 werd het schip samen met 9 andere Flowerklasse-korvetten te Belfast overgedragen aan de Amerikaanse marine, waar het schip de nieuwe naam USS Saucy kreeg. Het korvet escorteerde een konvooi naar Halifax en voer daarna naar Boston om opnieuw te worden uitgerust. De eerste maanden beschermde het schip de zeeroute tussen Barbados en Trinidad, vanaf september de route van Trinidad naar Guantanamo Bay en vanaf januari 1943 de zeeweg van Trinidad naar Recife. In maart 1944 keerde ze terug op de Atlantische route.

## Teruggave
In augustus 1945 werd het schip teruggegeven aan de Britse marine, waar het onder de nieuwe naam HMS Snapdragon (K73) korte tijd diende. In 1946 werd het schip verkocht in de koopvaart. In 1946 kreeg het schip de naam SS Katina en in 1950 werd het hernoemd tot SS Tewfik.